# Степанов, Евгений Фёдорович
Евгений Фёдорович Степанов (28 сентября 1923, Макарово, Саратовская губерния — 3 сентября 2008, Ермолаево, Башкортостан) — строитель, лауреат Государственной премии СССР (1978). Участник Великой Отечественной войны.

## Биография
Степанов Евгений Фёдорович родился 28 сентября 1923 года в с. Макарово Саратовской губернии.
Место работы: с 1955 года работал плотником Зирганской МТС Мелеузовского района БАССР, в 1963—1985 годах в Кумертауской межколхозной ПМК.
Степанов Евгений Фёдорович строил животноводческие комплексы, школы, жильё в Кумертауском района БАССР.

## Награды и звания
- Государственная премия  СССР (1977)
- Ордена Ленина (1974), Отечественной войны 2 й степени (1985), Трудового Красного Знамени (1971).